# Lista de episódios de Heroman
Esta é uma lista de episódios da série Heroman.
| # | Título em inglês                                | Estreia    |
| --- | ----------------------------------------------- | ---------- |
| 1 | "Beginning" "Biginingu (ビギニング)"            | 01/04/2010 |
| 2 | "Encounter" "Enkauntā (エンカウンター)"         | 08/04/2010 |
| 3 | "Invasion" "Inveijon (インヴェイジョン)"        | 15/08/2010 |
| 4 | "Sphere" "Tama (タマ)"                          | 22/04/2010 |
| 5 | "Assassins" "Asashinzu (アサシンズ)"            | 29/04/2010 |
| 6 | "Backlash" "Bakkurasshu (バックラッシュ)"       | 06/05/2010 |
| 7 | "Resistance" "Rijisutansu (リジスタンス)"       | 13/05/2010 |
| 8 | "Combat" "Konbatto (コンバツト)"                | 20/05/2010 |
| 9 | "Alive" "Araibu (アライブ)"                     | 27/05/2010 |
| 10 | "Approach" "Apurōchi (アプローチ)"              | 03/06/2010 |
| 11 | "Menace" "Menasu (メナス)"                      | 10/06/2010 |
| Holly, irmã de Joey, chega à cidade e resolve passar alguns dias na casa da Vovó Jones. Dr. Minami é visitado pelo agente Hughes, da Agência de Inteligência Nacional. Passeando na cidade com Holly e Psy, Joey vê uma explosão em um prédio que estava semi-destruído pelas esferas alienígenas. Joey imediatamente vai até o prédio e ativa Heroman, mas percebe ser uma armadilha para encontrar o tal "fantasma" que estava fazendo trabalhos voluntários. Joey consegue escapar sem ser visto quando uma rocha cai sobre Hughes e Heroman a destrói. |                                                 |            |
| 12 | "Stalkers" "Sutōkāzu (ストーカーズ)"            | 17/06/2010 |
| Joey vai à um encontro com Lina. Psy, Holly e Denton preocupam-se se tudo dará certo e bisbilhotam escondidos. Quando Joey tem certeza de estar sendo seguido, corre com Lina para fora do shopping, perdendo-se de vista. Entretanto, ao chegar lá vê no noticiário que uma máquina que ajudava nas obras está descontrolada e indo em direção à cidade. Pede que Lina o aguarde no parque de diversões e parte rumo ao sulco causado pelas esferas alienígenas. Minami revela que o acordo com a AIN incluía usar a máquina para capturar o "fantasma". Lá derrota a máquina de Minami, mas é filmado e o agente Hughes o identifica. |                                                 |            |
| 13 | "Getaway" "Gettawei (ゲッタウェイ)"             | 24/06/2010 |
| Joey recebe o alerta codificado para evacuação de Denton. Ao encontrar este e Psy no galpão, é informado de que o governo descobriu sua ligação com Heroman e que, com auxílio da imprensa, conseguiu criar uma imagem ruim para o Heroman, como se ele fosse uma sobra dos skruggs. A Agência de Inteligência Nacional invade a casa de Jones e por não encontrá-lo lá, decidem contatar as autoridades locais. Mesmo com todas as estradas fechadas por estes, o caminhão de Denton escapa graças a alguns truques de distração. Continuam então sua viagem para Nevada, onde Denton tem um amigo cientista que vive como eremita. |                                                 |            |
| 14 | "Beleaguer" "Birīgā (ビリーガー)"               | 01/07/2010 |
| As fotos de Joey e Denton começam a serem exibidas na tv. Como Joey liga para Lina, o local onde estão é rastreado, e a cidade próxima evacuada. Quando passam por lá são recebidos pelo exército. Enquanto o caminhão oculta-se entre alguns galpões Joey destrai os militares com o Heroman. Quando retorna ao caminhão, Psy liga o receptor de rádio e começa a captar as transmissões, conseguindo vantagem. Ao emitir ordens falsas, consegue liberar o caminho para fugirem. Denton usa o laptop e invade o sistema de controle do satélite, impedindo o rastreamento desta forma. Quando os militares percebem a interceptação nos meios de comunicação, mudam para um canal seguro e conseguem pegar Denton e Psy. Hughes encontra Joey. |                                                 |            |
| 15 | "Revolt" "Rivoruto (リヴォルト)"                | 08/07/2010 |
| Hughes conversa com Joey e ambos chegam à um acordo pacífico de cooperação. Quando Hughes vai ligar para o presidente e informá-lo sobre o acordo, Minami interrompe as comunicações, assume como novo líder da operação e inicia um ataque. Joey enfrenta os helicópteros enquanto Hughes foge. Quando Minami chega com seu novo robô, MR-1, diz ter encontrado a fraqueza de Heroman: nenhum arma de longo alcance. Quando os helicópteros sob o comando de Hughes aparecem, é ordenado pelo presidente que a batalha deve ser encerrada. Minami aproveita esta oportunidade e lança um tiro do canhão de Pulso Eletromagnético em Heroman, desativando-o. |                                                 |            |
| 16 | "Decision" "Deshijon (デシジョン)"              | 15/07/2010 |
| Como o poder de Heroman advém da eletricidade e o eletromagnetismo é inerente a ela, Heroman não é afetado de fato pelo Pulso Eletromagnético. Minami, cercado pelos helicópteros controlados por Hughes, lança um míssel de Pulso Eletromagnético neles e os derruba. Uma estação de TV transmite ao vivo a batalha. Os repórteres no helicóptero são os mesmos que se frustraram por terem sua gravação da luta na reconstrução editada de forma mal-intencionada. Hughes pede à Joey, como representante de AIN, que destrua MR-1 antes que este gera mais vítimas. Heroman usa seu corpo como escudo para evitar que os ataques do MR-1 destruam a represa. Heroman, quase totalmente destruído e sem energia, carrega-se e torna-se novo quando absorve a energia gerada pela hidrelétrica, que Hughes acaba de ativar com capacidade máxima. Então Minami é preso junto com seus comparsas e Joey volta a ter uma vida normal. |                                                 |            |
| 17 | "Legacy" "Regashī (レガシー)"                   | 22/07/2010 |
| Todos as instalações que mantinham algum resto de material skrugg começam a serem atacadas por um indivíduo misterioso. Denton informa isso a Psy e Joey, e alerta que o próximo ataque será em Center City; para ser mais preciso: em seu laboratório. Montam então uma emboscada para ele na quadra da escola, e descobre-se que ele é o Will, irmão da Lina. Nisto ele destrói as peças skrugg e desaparece, após ameaçá-los de não pegar leve num próximo confronto. |                                                 |            |
| 18 | "Separation" "Separēshon (セパレーション)"      | 29/07/2010 |
| Joey, Lina, Psy, Denton e a professora que viu Heroman vão para uma ilha deserta do governo se divertirem. Entretanto, são atacados por tentáculos gigantes e o grupo se separa. Joey e Lina escalam uma falésia e encontram-se com o sobrevivente que haviam resgatado anteriormente. Entretanto, avistam mais uma vez os tentáculos. |                                                 |            |
| 19 | "Survival" "Sabaibaru (サバイバル)"             | 05/08/2010 |
| Joey encontra Heroman, descobre a fonte de energia das videiras e as destrói, salvando todos. |                                                 |            |
| 20 | "Missing" "Misshingu (ミッシング)"              | 12/08/2010 |
| Denton começa a pesquisar estranhas abduções que têm ocorrido em Center City. Como ele fica desaparecido por três dias, Joey decide buscá-lo com Psy. Entretanto, sua irmã decide ir junto por conta própria. Quando voltam ao local em que Denton estava analisando o solo, o sequestrador reaparece, e Holly é levada por ele. |                                                 |            |
| 21 | "Emotion" "Emōshon (エモーション)"              | 19/08/2010 |
| Com base nas análises das amostras de solo de Denton, Joey deduz a localização do esconderijo do sequestrador misterioso, e dirige-se para lá com Psy e os membros do governo. O local é a mina de carvão aonde seu pai morreu, e Joey conhece-a bem. Psy conta como fraturou o joelho. O cachorro Skrugg é morto, mas o sequestrador desaparece. Todos que estavam aprisionados são salvos. |                                                 |            |
| 22 | "Memories" "Memorīzu (メモリーズ)"              | 26/08/2010 |
| Joey não se sente um heroi. É informado por pessoas na cafeteria que seu pai Brian, considerado heroi na cidade, tinha a mania de bater na cabeça. A irmã de Joey considera o pai um inútil, pois morreu tentando ajudar aos outros ao invés de ficar na companhia da família, e Joey fica aborrecido com isto. Tem uma revelação e vai conferir: as batidas no capacete eram por causa da mensagem que Brian escreveu no verso de uma fotografia com a família: "Vocês são o motivo de eu acordar todos os dias.". Com isto descoberto, a irmã de Joey deixa de questionar o pai. Lina some, e Joey vai encontrá-la na praia. Ela lembra-se do aviso que seu irmão havia lhe dado recentemente sobre nunca mais encontrar-se com Joey. Joey decide não falhar, e esta obstinação dá uma nova habilidade ao Heroman. |                                                 |            |
| 23 | "Sortie" "Soruti (ソルティ)"                    | 02/09/2010 |
| A AIN informa a Joey que tudo estava conectado: todos os incidentes desde a derrota dos Skruggs foram causados por descendentes destes, e Will se empenha em eliminá-los. A Casa Branca é tomada pelos Skruggs, que tem por objetivo ressuscitar Kogorr. Heroman ganha uma armadura confeccionada por Denton, e com ela parte para a Casa Branca, base dos Skruggs. |                                                 |            |
| 24 | "Ressurrection" "Rizarekushon (リザレクション)" | 09/09/2010 |
| Jornalistas sobrevoam a área onde Heroman está lutando, e Joey preocupa-se com o bem-estar destes, impossibilitando que Heroman lute no máximo de seu poder. Hughes diz para Joey não se preocupar com alguns quando muitos outros estão em perigo, e manda resgatar o presidente. Joey é filmado e exibido na televisão. Denton e Psy ocupam-se de, com todo o auxílio possível do governo, conseguir meios de disponibilizar energia para Heroman, para que não se repita o que ocorreu na luta contra o MR-1 do Dr. Minami - Heroman ficou sem energia e a situação só não foi pior pois este utilizou a energia de uma hidrelétrica próxima. Kogorr é ressuscitado. As esferas alienígenas pelo mundo começam a flutuar no ar e dirigirem-se para Whasington D.C.. |                                                 |            |
| 25 | "Crisis" "Kuraishisu (クライシス)"              | 16/09/2010 |
| MR-1 cai em um buraco, e assim atrasa-se para alcançar Heroman. Joey encontra Will, e juntamente com Heroman fazem um ataque conjunto que destrói o cristal no peito de Kogorr, que criam ser seu ponto fraco. Entretanto, estavam errados. Heroman, sem a armadura, que tirou para fazer o ataque, é atravessado por uma enorme estaca, e toda sua energia vaza. |                                                 |            |
| 26 | "Faith" "Feisu (フェイス)"                      | 23/09/2010 |
| Joey decide se sacrificar para explodir a esfera de energia de Kogorr. Quando está prestes a atingi-la, é parado por Heroman. MR-1 chega e Heroman é recarregado, recuperando-se totalmente. Lina e a irmã de Joey mostram a este último que seu pai não foi herói por se sacrificar pelos outros, mas por fazer isto pensando em se salvar também. Assim, sua intenção não era salvar a maioria, mas salvar todos. Joey percebe que faria pessoas tristes se morresse para salvar a maioria, e então ordena faz um ataque conjunto com Heroman que destrói Kogorr. Dr. Minami e seus comparsas escapam da cadeia. A série acaba. |                                                 |            |